# Hubertushütte Bierfeld
Die Hubertushütte Bierfeld war eine Eisenhütte im saarländischen Bierfeld. Sie wurde am 23. April 1757 gegründet und 1868 geschlossen. Sie stellt eine der am besten erhaltenen Eisenhütten des 18. und 19. Jahrhunderts im Hochwald dar. 

## Geschichte
Nachdem am 1. September 1755 der Hüttenmeister der Kasteler Eisenschmelze Leopold Choisy von der kurtrierischen Regierung die Erlaubnis zur Errichtung eines Wasserkraft betriebenen Eisenhammers in Bierfeld erhalten hatte, gründete er am 23. April 1757 mit Jacques Billeard und Martin Ory eine Gesellschaft zum Betrieb der Kasteler Eisenschmelze und des Bierfelder Hammers. Ory tritt seine Anteile ein Jahr späte an Billeard ab. Am 21. April 1759 erfolgte die Genehmigung durch Kurfürst Johann Philipp von Walderdorff die Schmiede durch einen Hochofen zu ergänzen. Die erste Arbeiter sind allerdings erst ab 1763 verzeichnet. Am 15. Februar 1764 verpachtete Leopold Choisy das Hüttenwerk an Johann Lorenz Nacher aus Issel, der es nach der Nonnweiler Pfarrei St. Hubertus Hubertushütte benannte.
In den Folgejahren vergrößert Nacher das Werk durch ein herrschaftliches Wohnhauses, Arbeiterwohnungen sowie einer Kapelle und errichtete mit dem Antoniushammer einen weiteren Formhammer. Am 20. August 1772 kaufte Johann L. Nacher die gepachtete Hütte samt Gebäuden, Kohlescheuern, Häusern und Hämmern. Johann L. Nacher starb am 21. Januar 1786. Seine drei Söhne Johann Heinrich, Damian Joseph und Peter Joseph führten das Werk weiter und vergrößerten es 1794/95 durch Ankauf weiterer Ländereien. Um 1800 waren 82 Arbeiter auf der Hütte beschäftigt. Neben Teilen aus Gusseisen produzierte die Hubertushütte Schmiedeeisen für die Nagelschmieden der Region und belieferte die Stummsche Hütte in Abentheuer und die Mariahütte mit Roheisen.
Um 1819 verkauften die Erben von J.L. Nacher die Hubertushütte an die Gebrüder Gottbill der Mariahütte (Gottbill sel. Erben). Die Leitung übernahm Joseph Gottbill. Nach dem Tod von Carl Richard Gottbill 1836 erbte Susanna Beulwitz, die Tochter von Sebastian Joseph Gottbill und einzige Nachfahrin, das gesamte Vermögen der Familie. Am 26. Januar 1844 erhalten Gottbill sel. Erben die Genehmigung, im Hochofengebäude einen Kupolofen mit 3 Zylindergebläse zu erbauen. Nachdem der Betrieb infolge der Industrialisierung unrentabel geworden war, wurden nach und nach die einzelnen Produktionsteile nach Mariahütte verlagert und die Hubertushütte 1868 stillgelegt. Ein Teil der Beschäftigten wanderten nach Amerika aus. Die letzten Bewohner verließen 1890 das Gelände der Hubertushütte.

## Bestand
Zwischen 1831 1831 erfolgte von der königlichen Regierung in Trier eine Bestandsaufnahme. Zu diesem Zeitpunkt bestand  das Werk aus 2 Hauptteilen:
1. Hubertushütte mit:
- Schmelze, bestehend aus 1 Hochofen mit 2 Spitzbälgen, 1 Schlackenpoche mit 3 Stempeln und 1 Erzröstofen. Die Bälge und Pochstempel wurden durch 2 Wasserräder betrieben.
- Hammerwerk, bestehend aus 1 Groß- und Kleinhammer an einer Welle, 1 Frischfeuer und 2 Spitzbälge sowie 1 Wärmfeuer mit einem Doppelbalg. Dieser Hammer und die Bälge wurden durch 3 Wasserräder betrieben, das Feuer des Kleinhammers war kalt.
- Mahlmühle
- Sägemühle mit einem Wasserrad.
- Mehrere Schuppen und Wohngebäude.

2. Antoniushammer (Neuhammer genannt) mit:
- Hammerwerk mit 1 Frischfeuer und 2 oberschlägigen Wasserrädern.
- Holzkohleschuppen

Die Hubertushütte war 2010 Gegenstand einer archäologischen Untersuchung der Universität Mainz und stellt eine der am besten erhaltenen Eisenhütten des 18. und 19. Jahrhunderts im Hochwald dar.